# Ivan Cvitanušić (nogometaš)
Ivan Cvitanušić, hrvatski nogometaš iz Bosne i Hercegovine.
Od ljeta 1978. do ljeta 1980. igrao za sarajevski Željezničar. Od ljeta 1982. do ljeta 1985. igrao u zeničkom Čeliku. Iz Čelika je na ljeto prešao u HNK Šibenik.